# Menschenrechtsabkommen
Menschenrechtsabkommen sind multilateral abgeschlossene völkerrechtliche Verträge. Sie kodifizieren in erster Linie Individualrechte, doch enthalten sie auch kollektive Rechte wie das Recht auf Selbstbestimmung der Völker. Die Verträge schaffen Menschenrechtsinstrumente zur Überwachung der Einhaltung des Vertrages, die im Gegensatz zu den auf der UN-Charta beruhenden Instrumenten nur für diejenigen Staaten, die den Verträgen durch Ratifikation beigetreten sind, gelten.
Seit Ende 2006 gibt es im Rahmen der Vereinten Nationen neun allen Staaten zur Ratifikation offenstehende Menschenrechtsabkommen im engeren Sinne. Sie enthalten Überprüfungsverfahren, die den dazu eingesetzten UN-Vertragsorganen obliegen. Einige, aber nicht alle Verträge werden ergänzt durch Zusatzabkommen, sogenannte Optionsprotokolle, die in der Regel Individualbeschwerdeverfahren zum Gegenstand haben.
Europa, Amerika und Afrika haben darüber hinaus unterschiedlich weit reichende regionale Menschenrechtsabkommen vereinbart, die allen Ländern dieser Regionen offenstehen. Hier nicht behandelt werden die bereits seit 1912 erzielten zahlreichen Übereinkommen der Internationalen Arbeitsorganisation.

## Übersicht über die Menschenrechtsabkommen
Im Rahmen der Vereinten Nationen wurden die folgenden Abkommen in Kraft gesetzt:
1. der Internationale Pakt über Wirtschaftliche, Soziale und Kulturelle Rechte vom 16. Dezember 1966 (kurz: „Sozialpakt“; in Kraft getreten 3. Januar 1976) und sein Zusatzprotokoll zur Einrichtung des Ausschusses für Wirtschaftliche, Soziale und Kulturelle Rechten
2. der Internationale Pakt über Bürgerliche und Politische Rechte vom 16. Dezember 1966 (kurz: „Zivilpakt“; in Kraft getreten 23. März 1976), sowie sein Zusatzprotokoll zur Einrichtung des Menschenrechtsausschusses und sein Zusatzprotokoll zur Abschaffung der Todesstrafe
3. das Internationale Übereinkommen zur Beseitigung jeder Form von Rassendiskriminierung (Abkürzung: ICERD, kurz: „Rassendiskriminierungskonvention“) vom 7. März 1966.
4. das Übereinkommen zur Beseitigung jeder Form von Diskriminierung der Frau (Abkürzung: CEDAW, kurz: „Frauenrechtskonvention“) vom 18. Dezember 1979
5. die UN-Antifolterkonvention vom 10. Dezember 1984
6. die UN-Kinderrechtskonvention vom 20. November 1989
7. die Internationale Konvention zum Schutz der Rechte aller Wanderarbeitnehmer und ihrer Familienangehörigen (kurz: „Wanderarbeiterkonvention“) vom 18. Dezember 1990
8. das Übereinkommen über die Rechte von Menschen mit Behinderungen (Abkürzung CRPD, kurz: „Behindertenrechtskonvention“) vom 13. Dezember 2006
9. das Internationale Übereinkommen zum Schutz aller Personen vor dem Verschwindenlassen vom 20. Dezember 2006[1][2]

Unter den regionalen Menschenrechtsabkommen sind die folgenden zu nennen:
- die Europäische Menschenrechtskonvention (EMRK) vom 4. November 1950 und ihre 16 Zusatzprotokolle, die für alle der Hoheitsgewalt der unterzeichnenden Staaten unterstehenden Personen Rechte verbürgen
- die Europäische Sozialcharta vom 18. Oktober 1961 mit dem Protokoll zur Änderung der Europäischen Sozialcharta vom 21. Oktober 1991
- die Charta der Grundrechte der Europäischen Union vom 7. Dezember 2000 für eine Gewährleistung der Menschenrechte im Handeln der EU
- das Europäische Rahmenübereinkommen zum Schutz nationaler Minderheiten vom 1. Februar 1995
- die Amerikanische Menschenrechtskonvention (AMRK) vom 22. November 1969, sowie ihr Protokoll im Bereich der wirtschaftlichen, sozialen und kulturellen Rechte („Zusatzprotokoll von San Salvador“) vom 17. November 1988 und ihr Zusatzprotokoll zur Abschaffung der Todesstrafe vom 8. Juni 1990
- die Afrikanische Charta der Menschenrechte und der Rechte der Völker („Banjul Charta“) vom 21. Oktober 1986
- die Arabische Charta der Menschenrechte vom 15. März 2008

Das wohl bekannteste Menschenrechtsdokument, die Allgemeine Erklärung der Menschenrechte, ist kein völkerrechtlicher Vertrag, sondern eine Resolution der UN-Generalversammlung und somit nicht rechtlich bindend, sondern eine politische Verlautbarung und Willenserklärung der UN-Generalversammlung vom 10. Dezember 1948. Wegen ihrer universellen Anerkennung und permanenten Bekräftigung gilt sie aber als Bestandteil des Völkergewohnheitsrechts. Zusammen mit dem Sozial- und Zivilpakt spricht man von der International Bill of Human Rights als einem Grundkodex der internationalen Staatengemeinschaft über die Menschenrechte.
Die Völkermordkonvention vom 9. Dezember 1948 ist zwar auch menschenrechtsrelevant, hier geht es aber nicht um die Rechte einzelner Individuen wie bei den anderen Abkommen. Das Rom-Statut des internationalen Strafgerichtshofs in Den Haag vom 17. Juli 1998 bezieht sich in erster Linie schwere und systematische Verbrechen gegen die Menschlichkeit, und nur nachrangig auf Menschenrechte. Die Genfer Flüchtlingskonvention zählt zu den Abkommen des humanitären Völkerrechts.

## Akzeptanz und Ratifikationen
Erfolgreichstes Menschenrechtsabkommen ist die Kinderrechtskonvention. Sie wurde von allen UN-Staaten mit Ausnahme der USA ratifiziert, zuletzt am 1. Oktober 2015 von Somalia. Die inhaltlich umfassendsten Abkommen – Sozialpakt und Zivilpakt – wurden bis 2006 von 153 bzw. 156 Staaten ratifiziert. Darunter sind alle ständigen Mitglieder des Weltsicherheitsrates – mit Ausnahme der USA, die dem Sozialpakt ferngeblieben sind. Nur die Wanderarbeiterkonvention fällt mit lediglich 34 Ratifikationen deutlich hinter die anderen Menschenrechtsabkommen zurück. Deutschland, Österreich und die Schweiz sind allen Abkommen beigetreten mit Ausnahme der Wanderarbeiterkonvention.
Die allgemein hohe Zahl der Ratifikationen kann als Zeichen einer hohen Akzeptanz der völkerrechtlichen Menschenrechtsnormen durch die Staatengemeinschaft gewertet werden, ohne dass damit etwas über eine zufriedenstellende Umsetzung der Verträge gesagt ist. Ein Manko ist freilich die Weigerung der Vereinigten Staaten von Amerika und einiger anderer einflussreicher Staaten, sämtlichen Verträgen und ihren Zusatzabkommen beizutreten. Trotzdem ist es erlaubt, die Existenz der Menschenrechtsabkommen als einen Beleg für die Abwegigkeit der gelegentlich vorgebrachten kulturellen Relativierung der Menschenrechte zu nehmen. Von Bedeutung ist dafür auch der nahezu universelle Konsens der Wiener Weltkonferenz über Menschenrechte von 1993, wo sich die Staatengemeinschaft zur Förderung der Menschenrechte als vorrangiger Aufgabe der Vereinten Nationen und aller Mitgliedsstaaten bekannte.

## Auslegungen und prozesshafter Charakter des Völker-Menschenrechts
Das Verständnis der aus den völkerrechtlich verankerten Menschenrechten erwachsenden Staatenpflichten ist noch eher am Anfang des Prozesses der juristischen Auslegung begriffen. Das gilt vor allem für die über die Vereinten Nationen abgeschlossenen Abkommen. Dieser Zustand ist unbefriedigend. Allerdings sollte für die Herausbildung einer weltweiten Menschenrechtstradition angemessen Zeit eingeräumt werden. Unterschiedliche Rechtstraditionen müssen hier ein Verhältnis zueinander finden; und zwischenstaatliche Konflikte können erhebliche Hindernisse darstellen. Die europäischen Staaten sind mit der Europäischen Menschenrechtskonvention schon ein Stück weiter.
Für die Konkretisierung der Staatenpflichten spielen die menschenrechtlichen Vertragsorgane, die mit der Überprüfung der UN-Vertragspraxis betraut sind, eine prägende Rolle. Es handelt sich um mit unabhängigen Fachleuten besetzte Ausschüsse, die Rechtskommentare zu von ihnen ausgewählten Fragen verfassen und dabei Aussagen zum Inhalt der Staatenpflichten treffen. Die Auslegung kommt ansonsten den obersten Gerichten der Vertragsstaaten zu. Die höchsten deutschen Gerichte haben sich bisher noch kaum auf die Menschenrechtsabkommen der Vereinten Nationen berufen. Ein Grund dafür dürfte schlicht die Unkenntnis über die Relevanz der Verträge sein; in der Richterausbildung haben sie in der Vergangenheit keine Rolle gespielt.

## Umsetzung und Einklagbarkeit
Die Defizite bei der Umsetzung der Menschenrechtsabkommen sind abhängig von den einzelnen Ländern teilweise erheblich. Die Abkommen haben sich trotz völkerrechtlicher Ratifikation bisher nicht generell als Garanten für das Ausbleiben von Menschenrechtsverletzungen erwiesen. Dennoch ist ihr Nutzen beträchtlich, liefern sie doch einen Rahmen für das Umgehen mit schwerwiegenden Streitfällen und Konflikten zwischen Staat und Einzelperson, die die Würde der Person beeinträchtigen. Sie stellen universelle Normen mit konkreten Rechtsbegriffen bereit, die von Regierungen und Gerichten im Einzelfall anwendbar und von allen Menschen verstehbar und nachvollziehbar sind.
Die in den Abkommen kodifizierten Menschenrechte sind in den Vertragsstaaten nur bedingt und nicht von vornherein einklagbar. Denn Adressaten der Abkommen sind die Vertragsstaaten und nicht die Opfer von Menschenrechtsverletzungen. Die Verträge vermitteln subjektive Rechte nicht mit unmittelbarer Wirkung, sondern beschränken sich darauf, die Vertragsstaaten zur Gewährung bestimmter Rechte zu verpflichten. Hierfür sind sie gehalten, ihre Gesetzgebung entsprechend anzupassen und ihr Verwaltungshandeln an den Verträgen zu orientieren. Unter dem Gebot einer völkerrechtsfreundlichen Interpretation des nationalen Rechts können sie mithilfe der Gerichte auf die Rechtsordnung einwirken.
Auf internationaler Ebene sind die UN-Abkommen noch nicht einklagbar. Bis dahin muss das Völkerrecht noch einen weiten Weg gehen. Denn ein Weltmenschenrechtsgerichtshof ist noch nicht in Sicht. Allerdings sehen einige der Abkommen aufgrund von Zusatzprotokollen die Möglichkeit von Individualbeschwerden vor. Wenn alle einheimischen Rechtsmittel erfolglos ausgeschöpft sind, können sich Opfer von Menschenrechtsverletzungen an die Vertragsorgane wenden, um einen Spruch zu erwirken. Dieser kann Empfehlungen an den Vertragsstaat, aus dem die Beschwerde kommt, enthalten. Obwohl die Empfehlungen der Vertragsorgane nicht bindend sind, können sie von politischer Wirkung auf das Geschehen in dem Staat  sein. Ähnliches gilt für die Äußerungen der Vertragsorgane, die sie zu den Staatenberichten abgeben. Die Staatenberichte müssen die Vertragsstaaten alle paar Jahre vorlegen, um den Stand der Verwirklichung der Menschenrechtsabkommen gegenüber den Vertragsorganen zu dokumentieren. Die Zivilgesellschaft kann sich dabei kommentierend und mit ergänzenden Informationen einbringen, so dass die Beurteilungen der Vertragsorgane durchaus kritisch ausfallen können.

## Regionale Menschenrechtsabkommen
Sehr viel weiter entwickelt ist das Menschenrechtsregime des Europarats. Die Europäische Menschenrechtskonvention kennt sowohl ein Individualbeschwerdeverfahren als auch ein Oberstes Gericht, den stark frequentierten Europäischen Gerichtshof für Menschenrechte in Straßburg. Vor allem für die Türkei und einige osteuropäische Länder besitzt er eine menschenrechtlich prägende Funktion.
Auch die Amerikanische Menschenrechtskonvention konstituiert ein Gericht, den Interamerikanischen Menschenrechtsgerichtshof in San José (Costa Rica). Dieses wird jedoch weniger häufig angerufen als das Straßburger Gericht und fand bisher keine Beteiligung von Kanada und den USA. Das mehrere Jahre zuvor ausgehandelte Protokoll für die Errichtung eines afrikanischen Menschenrechtsgerichtshofes war bis 2006 noch nicht in Kraft.